# Rombo forato
Rombo forato è un termine utilizzato in araldica per indicare un rombo bucato in tondo. La maggior parte degli araldisti preferisce il termine losanga forata.

## Traduzioni
- Francese: rustre